# Đakus
Đakus (izvirno srbsko Ђакус) je naselje v Srbiji, ki upravno spada pod Občino Žitorađa; slednja pa je del Topliškega upravnega okraja.

## Demografija
V naselju, katerega izvirno (srbsko-cirilično) ime je Ђакус, živi 729 polnoletnih prebivalcev, pri čemer je njihova povprečna starost 41,5 let (39,9 pri moških in 43,2 pri ženskah). Naselje ima 221 gospodinjstev, pri čemer je povprečno število članov na gospodinjstvo 4,09.
To naselje je, glede na rezultate popisa iz leta 2002, večinoma srbsko.
|  |

| Demografija | Demografija     | Demografija     |
| Leto        | Št. prebivalcev | Št. prebivalcev |
| ----------- | --------------- | --------------- |
|             |                 |                 |
|             |                 |                 |
|             |                 |                 |
|             |                 |                 |
| 1948        | 877             |                 |
| 1953        | 951             |                 |
| 1961        | 934             |                 |
| 1971        | 981             |                 |
| 1981        | 958             |                 |
| 1991        | 859             | 855             |
| 2002        | 910             | 904             |
|             |                 |                 |

| Etnična sestava po popisu iz leta 2002 | Etnična sestava po popisu iz leta 2002 | Etnična sestava po popisu iz leta 2002 | Etnična sestava po popisu iz leta 2002 | Etnična sestava po popisu iz leta 2002 |
| -------------------------------------- | -------------------------------------- | -------------------------------------- | -------------------------------------- | -------------------------------------- |
| Srbi                                   | Srbi                                   |                                        | 870                                    | 96,23%                                 |
| Romi                                   | Romi                                   |                                        | 27                                     | 2,98%                                  |
| Neznano                                | Neznano                                |                                        | 6                                      | 0,66%                                  |